# Прапор Тбілісі
Прапор Тбілісі — прапор міста Тбілісі має прямокутну форму, на білому тлі перетинаються широкі яскраво сині і порівняно тонкі золоті смуги.
На місці перетину розташовано графічне зображення герба Тбілісі на темно-червоному тлі, навколо якого розташовано сім зірок золотого кольору. Таке взаємне перетинання смуг має символічне навантаження.
Тбіліський прапор складається з чотирьох кольорів: білого, темно блакитного, золотого і темно червоного. Фоном виступає білий колір.